# 增血鬼果林
《增血鬼果林》是影崎由那的日本漫畫作品，於2003年在角川書店《月刊DRAGON AGE》上連載到2008年完結，單行本全14卷。2005年改編為電視動畫全24集，在日本WOWOW電視台播放。另外還有改編成輕小說全11卷。由漫畫改編的台灣2007年1月15日起ANIMAX首播。

## 概要
21世紀的日本，在某個地方住著「吸血鬼一家」，他們偷偷地吸取人類的血並謹慎的生活著。但是長女「果林」有個不能對人言的秘密，就是她是個不吸人血、而且血液是會增加的「增血鬼」。但是由於轉校生「雨水健太」的登場，果林的生活起了巨變！

## 登場角色
本頁的艾瑪家族(アルマーシュ)與布朗家族(ブラウンリック)，台灣的漫畫代理商長鴻出版社翻譯為「亞魯瑪修」、「布蘭里克」

### 真紅家族
- 真紅 果林（まあか かりん）（CV：矢作紗友里（日本）；林美秀（台灣）；廣橋涼（廣播劇））

故事的主角。10月13日生，身高152cm，B：89CM・W：52CM・H：77CM。對血的嗜好是「不幸」。椎八場高中一年D班就讀。由於沒有夜間視力所以家中電費需要自付。另外家中為吸血鬼所以也不吃飯所以瓦斯費也需自理。因此在茱麗安餐廳打工賺錢。對於喜歡的血會產生增血反應。如沒咬人放血時血就會從鼻子大量的噴出來，而造成貧血。因為母親沒有人類正常的味覺所以煮的料理超級難吃的原因下，果林從小就在麻希的母親那裡學到一手好料理。
漫畫版最後被煉消除記憶，真正成為人類。
- 亨利‧馬可（ヘンリー・マーカー）（CV：松本大（日本）；孫德成（台灣）；石井康嗣（廣播劇））

果林的爸爸。對血的嗜好是「自尊」。常被太太拿拖鞋打，非常關心小孩。常因為果林跟健太的事，而做出一些讓果林煩惱的事來。
- 凱蓮拉‧馬可（カレラ・マーカー）（CV：篠原惠美（日本）；詹雅菁（台灣）；廣播劇同CV同日本配音）

果林的媽媽。對血的嗜好是「謊言」。必殺技是拿拖鞋打人。從前喜歡詹姆士，舊姓為艾瑪。在目前苦無新生代誕生而瀕臨絕種問題的吸血鬼社群中，凱蓮拉是在這一百年中唯一生下超過兩個小孩的女吸血鬼，在吸血鬼婦女群中是相當知名的紅人，也因此被部份吸血鬼質疑其血統有特殊的力量。
- 真紅 煉（まあか れん）（CV：諏訪部順一（日本）；李世揚（台灣）；高橋廣樹（廣播劇））

果林的哥哥。11月1日生，21歲。身長182cm，體重69kg。對血的嗜好是「壓力」。由於喜歡女人（詹姆士遺傳），愛好泡妞。但吸血後就會喪失興趣而拋棄女人。曾經想對健太媽媽下手。漫畫版的番外篇與同學籐谷 日向，彼此互相吸引，不過由於覺醒而不得已離別。但在動畫版中未覺醒時在男子學校住宿。因為誤將室友當成女生而咬過室友。
- 真紅 杏樹（まあか あんじゅ）（CV：豬口有佳（日本）；馮嘉德（台灣）；下屋則子（廣播劇））

果林的妹妹。6月6日生，小學5年級。身高146cm，體重38kg。再未覺醒前就能操控大量蝙蝠，且表情冷酷幾乎無任何表情（無口），與果林截然不同的天才吸血鬼，具有將靈魂封印在娃娃的特殊能力，常把一個布娃娃（布奇）抱在胸前，由於凱連拉不擅長照顧小孩，因此杏樹的童年可說是由果林照顧長大，因此非常喜歡甚至可說黏者果林，常暗中保護果林。所以果林咬人後的善後工作大多是由杏樹消除。動畫版將杏樹的嗜好設定為嫉妒。漫畫版對血的嗜好則是寂寞。
- 布奇（CV：野島裕史（日本）；孫誠（台灣）；宮本克哉（廣播劇））

杏樹的娃娃，裡面封印了殺死13人的殺人魔的靈魂。曾經被杏樹同學撿到家中。因離開杏樹太久而封印失效。再次現生人間差點把杏樹同學殺死。動畫版在杏樹覺醒之後死亡（靈魂消滅）。
- 愛爾達‧馬可（エルダ・マーカー）（CV：白鳥由里（日本）；馮嘉德（台灣））

果林的奶奶。原著對血的嗜好是「不明」。和果林有同樣面貌但胸部較小、頭髮較長。喜歡喝中年男人的血。在動畫版中對血的嗜好是「愛慕」。在動畫中被設定為和維納祖先有過感情。但是認為被背叛所以反對果林和健太交往。漫畫版則鍾愛她的丈夫和有她血緣的吸血鬼，個性非常自我且脾氣暴躁，因為家族成員在西方殲滅異端的行動中被人類殺光，因此對人類抱以敵視，並且憤恨當時無力救援她家族的其他吸血鬼，除了自己的親人外，其他的物種只要不順她的意都有致命的可能。
- 詹姆士‧馬可（ジェイムス・マーカー）

果林的爺爺。具有紳士風度。初登場時就已經死亡。對血的嗜好是「年輕」，常拈花惹草，唯一可以把猶如老鷹般的愛爾達哄得服服貼貼的超強泡妞專家。動畫版為了增加愛爾達與辛克萊家族恩怨的劇情張力故將詹姆士的戲份完全捨棄。
- 賽西利亞‧艾瑪（セシリア・アルマーシュ）

果林的外婆，長的像杏樹，具有明亮地、和藹可親的性格，凱蓮拉的親生母親，在單行本12集凱蓮拉回憶中已經老死。
- 丹尼爾‧艾瑪（ダニエル・アルマーシュ）

被父親命令入贅艾瑪家，舊姓是布朗，愛妻賽西利亞死後，不想獨生故不願吸血最終導致乾枯而死，死前將血魂的祕密告知女兒凱蓮拉。
- 索菲雅

守護吸血鬼的女神，一直以來寄宿在艾瑪家族的血脈中代代流傳下去，被寄宿的吸血鬼會成為血魂的祭品供吸血鬼們延續命脈，目前寄宿在果林體內，也是果林會增血的原因
在果林將血注入健太體內時，有部份意識流入健太體內，而在健太夢中以果林型態出現，隨者第二次的輸血索菲雅完全進入建太的體內，變成可以讓建太感觸到的實際存在，最後索菲雅轉生為健太和果林的女兒。
在轉生前，因為完成解除感情詛咒的任務，曾有機會被女神姊妹送回天上，但是拒絕了。

### 雨水家族
- 雨水 健太（うすい けんた）（CV：小西克幸（日本）；孫誠（台灣）；吉野裕行（廣播劇））

男主角。2月29日生，身高180cm，體重70kg。因家境問題轉學至果林學校，所以血液充滿不幸。因此果林見到健太就會不由自主增血。功課不錯並和果林在同餐廳打工。
- 雨水 文緒（うすい ふみお）（CV：久川綾（日本）；馮嘉德（台灣））

健太的媽媽。16歲時不顧母親反對生下健太，由於家境及工作問題而陷入不幸。血液曾經吸引果林並被果林咬過，因此有一段時間變成精神百倍。特色是會吸引男性。因此常被工作的上司或客人騷擾而丟掉工作。
- 飯塚 修成（いいづか しゅうせい）

健太的父親，文緒的青梅竹馬。因文緒母親反對而和文緒、健太分開。
- 雨水 歌音

索菲雅的轉生、果林和健太的女兒，沒有索菲雅的記憶，不會增血且沒有任何吸血鬼特徵只是個平凡人類，外型與母親果林幾乎一模一樣，有很嚴重的戀父情結。

### 辛克萊家族
- 維納‧辛克萊（ウィナー・シンクレア）（CV：宮田幸季（日本）；李世揚（台灣））

動畫版原創人物。吸血鬼獵人，小時能力不佳。血液充滿不幸，果林覺醒當天被咬（果林咬的第一人），從此變成樂觀。從小一直以為果林吻過他所以喜歡果林，和果林是同學。
- 維克特‧辛克萊（ヴィクター・シンクレア）（CV：長克巳（日本）；孫德成（台灣））

動畫版原創人物，維納的祖父。認為祖先和吸血鬼戀愛是家中恥辱，所以對吸血鬼非常痛恨。最後被真紅全家咬過後性格大為改變。

### 相關人物
- 時任 麻希（ときとう まき）（CV：高橋美佳子（日本）；詹雅菁（台灣）；小林美佐（廣播劇））

果林從小學以來的好友，還不知道果林的真實身份。喜歡聽戀愛的話題，對果林和健太的關係很關心。
- 內籐 福美（ないとう ふくみ）（CV：儀武祐子（日本））

果林和麻希的朋友，1年D班的班長。
- 店長 （CV：野島裕史（日本）；李世揚（台灣））

果林和健太工作的餐廳「茱莉安」的店長。對兩人的關係很有興趣。口頭禪是「這就是青春啊～」。
- 阿爾 弗雷德（アルフレッド）（CV：杉田智和（日本））

動畫原創人物，為動畫中愛爾達的戀人。夢想成為植物學家，相信人類與吸血鬼可以共存，但是被愛爾達吸走「戀心」後而背叛了愛爾達，最後留下了無限的遺憾。
- 橘 友里耶（たちばな ゆりや）

漫畫版原創人物，為吸血鬼跟人類的混血兒，基本上跟果林的能力非常相似，目前跟果林以及雨水一起在「茱莉安」上班，也是少數知道果林家族身份的人。
- 寺西 唯香（てらにし ゆいか）

第一番外篇登場角色，杏樹的同學，曾經撿到杏樹的布奇，也因此差點被布奇給殺死。
- 籐谷 日向（ふじたに ひなた）

第二番外篇登場角色，煉還未覺醒時的中學同學，喜歡煉，但是因為煉的吸血鬼本能提早覺醒而使煉不能跟他赴約，因此在煉的心中造成了不可抹滅的傷痛。

## 出版書籍

### 漫畫
| 冊數 | 角川書店                             | 角川書店                                        | 長鴻出版社     | 長鴻出版社           |
| 冊數 | 發售日期                             | ISBN                                            | 發售日期       | EAN                  |
| ---- | ------------------------------------ | ----------------------------------------------- | -------------- | -------------------- |
| 1    | 2003年10月1日                        | ISBN 4-04-712343-9                              | 2005年10月16日 | EAN 471-07651-9958-6 |
| 2    | 2004年3月1日                         | ISBN 4-04-712351-X                              | 2005年11月2日  | EAN 471-07651-9967-8 |
| 3    | 2004年7月1日                         | ISBN 4-04-712362-5                              | 2005年12月31日 | EAN 471-07652-0057-2 |
| 4    | 2004年11月1日                        | ISBN 4-04-712376-5                              | 2006年3月21日  | EAN 471-07652-0218-7 |
| 5    | 2005年3月1日                         | ISBN 4-04-712390-0                              | 2007年3月23日  | EAN 471-07652-1061-8 |
| 6    | 2005年7月1日                         | ISBN 4-04-712409-5                              | 2007年4月17日  | EAN 471-07652-1330-5 |
| 7    | 2005年10月8日                        | ISBN 4-04-712424-9                              | 2007年6月7日   | EAN 471-07652-1458-6 |
| 8    | 2006年3月17日（限定版） 2006年4月1日 | ISBN 4-04-712425-7（限定版） ISBN 4-04-712426-5 | 2007年7月19日  | EAN 471-07652-1611-5 |
| 9    | 2006年9月1日                         | ISBN 4-04-712460-5                              | 2007年10月18日 | EAN 471-07652-1785-3 |
| 10   | 2006年12月28日                       | ISBN 4-04-712474-5                              | 2007年11月3日  | EAN 471-07652-1824-9 |
| 11   | 2007年4月1日                         | ISBN 978-4-04-712486-8                          | 2008年7月1日   | EAN 471-28058-2493-9 |
| 12   | 2007年8月9日                         | ISBN 978-4-04-712505-6                          | 2008年7月19日  | EAN 471-28058-2546-2 |
| 13   | 2007年12月9日                        | ISBN 978-4-04-712519-3                          | 2008年8月4日   | EAN 471-28058-2574-5 |
| 14   | 2008年4月9日                         | ISBN 978-4-04-712539-1                          | 2008年11月20日 | EAN 471-28058-2804-3 |

短篇集
| 副標題                                                           | 角川書店     | 角川書店               | 長鴻出版社     | 長鴻出版社           |
| 副標題                                                           | 發售日期     | ISBN                   | 發售日期       | EAN                  |
| ---------------------------------------------------------------- | ------------ | ---------------------- | -------------- | -------------------- |
| かりんairmail 影崎由那短編集 KARIN 增血鬼 airmail 影崎由那短篇集 | 2009年1月9日 | ISBN 978-4-04-712586-5 | 2009年11月28日 | EAN 471-15524-4764-4 |

### 小說
日語原名為。
| 冊數 | 角川書店       | 角川書店               | 尖端出版社     | 尖端出版社             |
| 冊數 | 發售日期       | ISBN                   | 發售日期       | ISBN                   |
| ---- | -------------- | ---------------------- | -------------- | ---------------------- |
| 1    | 2003年12月10日 | ISBN 4-8291-6228-7     | 2007年8月14日  | ISBN 978-957-103-650-2 |
| 2    | 2004年3月10日  | ISBN 4-8291-6250-3     | 2007年10月18日 | ISBN 978-957-103-701-1 |
| 3    | 2004年8月10日  | ISBN 4-8291-6266-X     | 2008年6月25日  | ISBN 978-957-103-811-7 |
| 4    | 2004年12月10日 | ISBN 4-8291-6280-5     | 2011年7月6日   | ISBN 978-957-104-526-9 |
| 5    | 2005年4月9日   | ISBN 4-8291-6298-8     | 2012年7月3日   | ISBN 978-957-104-901-4 |
| 6    | 2005年10月8日  | ISBN 4-8291-6321-6     | 2012年10月2日  | ISBN 978-957-104-902-1 |
| 7    | 2006年9月9日   | ISBN 4-8291-6368-2     | 2012年12月13日 | ISBN 978-957-104-903-8 |
| 8    | 2007年2月10日  | ISBN 978-4-8291-6383-2 |                |                        |
| 9    | 2007年5月10日  | ISBN 978-4-8291-6389-4 |                |                        |

番外全2卷
| 冊數 | 角川書店      | 角川書店           |
| 冊數 | 發售日期      | ISBN               |
| ---- | ------------- | ------------------ |
| 1    | 2006年2月10日 | ISBN 4-8291-6339-9 |
| 2    | 2006年5月10日 | ISBN 4-8291-6350-X |

## 電視動畫

### 工作人員
- 企劃：安田猛、小川洋、黑井和男、中村寬之、上玉利純弘、阿部倫久
- 製作人：千葉誠、鈴木智子、田中壯明、團野喜人
- 系列構成：山田靖智
- 人物設計、總作畫監督：中山由美
- 企劃設計：飯塚晴子
- 美術監督：小田理惠
- 美術監修：小林七郎
- 色彩設計：安藤智美
- 攝影監督：黑澤豐
- 編輯：西山茂
- 編輯工作室：タバック
- 音響監督：岩浪美和
- 錄音工作室：STUDIO T&T
- 音響製作：HALF H・P STUDIO
- 音響製作擔當：浦狩裕樹
- 音樂：西田マサラ
- 音樂製作人：吉川明
- 音樂製作：Frontier Works
- 動畫製作：J.C.STAFF
- 監督：木村真一郎
- 製作協力：WOWOW
- 製作：增血鬼果林製作委員會

### 主題歌
片頭曲『scarlet』
作詞・作曲・編曲：a.k.a.dRESS、歌：BRACE;d
片尾曲『もうひとつのバースディ』
作詞：森由里子、作曲・編曲：太田雅友、歌：Fm.θ
※第1話沒有片頭曲。另外，因為第18話本編時間比其他話長，在WOWOW播映時OP、ED皆被剪除。（DVD版及AT-X播映時未剪除）。

### 各話標題
副標題基本形都是「○○○○ 好丟臉」。此外，話數的計數方法都稱為○ℓ 
| 話數 | 日文標題 | 中文標題              | 腳本       | 分鏡       | 演出       | 作畫監督                   |
| ---- | -------- | --------------------- | ---------- | ---------- | ---------- | -------------------------- |
| 1    |          | 噴出來了-好丟臉       | 山田靖智   | 木村真一郎 | 木村真一郎 | 中山由美                   |
| 2    |          | 我的嗜好-好丟臉       | 山田靖智   | 上原秀明   | 上原秀明   | 日野貴史                   |
| 3    |          | 幸福也是-好丟臉       | 新宅純一   | 山内東生雄 | 山内東生雄 | 清水博幸 篁馨              |
| 4    |          | 被知道了-好丟臉       | 青島崇     | 成田歲法   | 佐佐木皓一 | 中島美子                   |
| 5    |          | 全家齊聚-好丟臉       | 植竹須美男 | 鈴木洋平   | 鈴木洋平   | 杉本功                     |
| 6    |          | 媽媽精力旺盛-好丟臉   | 網谷正治   | 二瓶勇一   | 吉本毅     | 日野貴史 飯塚晴子          |
| 7    |          | 被追趕-好丟臉         | 山田靖智   | 上原秀明   | 上原秀明   | 龜井治                     |
| 8    |          | 被發現了-好丟臉       | 青島崇     | 大川重幸   | 山内東生雄 | 柴田志朗 篁馨              |
| 9    |          | 回頭一看...-好丟臉    | 植竹須美男 | 柳澤哲也   | 高島大輔   | 島田英明                   |
| 10   |          | 我的爸爸-好丟臉       | 網谷正治   | 中村憲由   | 佐佐木皓一 | 中島美子                   |
| 11   |          | 夏天！游泳池！-好丟臉 | 植竹須美男 | 木村真一郎 | 吉本毅     | 梶谷光春                   |
| 12   |          | 哥哥果然-好丟臉       | 山田靖智   | 鈴木洋平   | 鈴木洋平   | 清水博幸                   |
| 13   |          | 覺醒了-好丟臉         | 山田靖智   | 二瓶勇一   | 西村博昭   | 柳伸亮                     |
| 14   |          | 兩人共度一夜-好丟臉   | 青島崇     | 山内東生雄 | 山内東生雄 | 鶴明南 飯塚晴子 宮崎真奈夫 |
| 15   |          | 愛爾達登場-好丟臉     | 植竹須美男 | 上原秀明   | 上原秀明   | 島田英明 龜井治            |
| 16   |          | 愛爾達的戀愛史-好丟臉 | 網谷正治   | 木村真一郎 | 佐佐木皓一 | 中島美子                   |
| 17   |          | 再會了愛爾達-好丟臉   | 山田靖智   | 鈴木洋平   | 鈴木洋平   | 梶谷光春                   |
| 18   |          | 哥哥的秘密-好丟臉     | 青島崇     | 二瓶勇一   | 吉本毅     | 篁肇 清水博幸              |
| 19   |          | 兩人的聖誕夜-好丟臉   | 山田靖智   | 西村博昭   | 西村博昭   | 大河原晴男 柳伸亮          |
| 20   |          | 第一次的...-好丟臉    | 植竹須美男 | 柳澤哲也   | 山内東生雄 | 柴田志朗                   |
| 21   |          | 該怎麼做才好-好丟臉   | 網谷正治   | 上原秀明   | 上原秀明   | 龜井治                     |
| 22   |          | 像個迷路的孩子-好丟臉 | 植竹須美男 | 二瓶勇一   | 佐佐木皓一 | 中島美子                   |
| 23   |          | 說再見-好丟臉         | 山田靖智   | 鈴木洋平   | 鈴木洋平   | 梶谷光春                   |
| 24   |          | 一直2個人-好丟臉      | 山田靖智   | 木村真一郎 | 木村真一郎 | 鶴明南 飯塚晴子            |

## 外部連結
- 原作者的個人網站 （页面存档备份，存于）
- 富士見書房原作官方網站
- 動畫版官方網站
- 株式會社WOWWOW節目[永久]